# Club Atlético Social y Deportivo Camioneros
Club Atlético Social y Deportivo Camioneros, também conhecido como Deportivo Camioneros ou simplesmente como Camioneros, é um clube esportivo argentino da localidade de Nueve de Abril, na província de Buenos Aires. Foi fundado em 26 de agosto de 2009, suas cores são o verde e o branco.
Entre as muitas atividades esportivas praticadas no clube, a principal é o futebol, onde atualmente sua equipe masculina participa do Torneo Federal A, a terceira divisão do futebol argentino para as equipes indiretamente afiliadas à Associação do Futebol Argentino (AFA), sendo representante da Liga Lujanense de Fútbol ante o Conselho Federal do Futebol Argentino (CFFA). Além do futebol, outros esportes são praticados no clube, entre eles, o basquetebol, voleibol, rugby, boxe, atletismo, automobilismo, hockey e futsal.
Seu estádio de futebol é o Delio Cardozo, também localizado em Nueve de Abril, no partido de Esteban Echeverría em Buenos Aires, e conta com capacidade aproximada para 5.000 torcedores. O estádio leva o nome de Hugo Moyano, em honra a um de seus fundadores.
A criação do clube social foi uma iniciativa de Hugo e Pablo Moyano, pai e filho, para oferecer aos caminhoneiros e suas famílias um espaço de recreação como forma de dar-lhes uma vida mais saudável, melhorar o desempenho e compartilhar experiências no trabalho.